# Ivan Lučić
Ivan Lučić (Vienna, 23 marzo 1995) è un calciatore austriaco, portiere dell'Hajduk Spalato.

## Carriera

### Club
Ha debuttato in Bundesliga l'11 maggio 2014 disputando con il Ried l'incontro perso 5-2 contro il Rapid Vienna.
Nel corso della stagione 2013-2014 ha messo a segno 2 reti con l'Union St. Florian, una su calcio di rigore ed una su calcio di punizione.
Il 30 novembre 2022, dopo aver rescisso con l'Istria 1961, si accasa tra le file dell'Hajduk Spalato firmando un contratto dalla durata di un anno e mezzo. Debutta con i Bili il 1º marzo 2023 in occasione del quarto di finale di Coppa di Croazia vinto in casa dell'Osijek (1-2).
Il 13 luglio seguente estende il suo contratto con l'Hajduk fino all'estate del 2026 con opzione di rinnovo ad un altro anno.

### Nazionale
Ha giocato nelle nazionali giovanili austriache Under-19 ed Under-21.

## Statistiche

### Cronologia presenze e reti in nazionale
| Cronologia completa delle presenze e delle reti in nazionale ― Austria under 21 | Cronologia completa delle presenze e delle reti in nazionale ― Austria under 21 | Cronologia completa delle presenze e delle reti in nazionale ― Austria under 21 | Cronologia completa delle presenze e delle reti in nazionale ― Austria under 21 | Cronologia completa delle presenze e delle reti in nazionale ― Austria under 21 | Cronologia completa delle presenze e delle reti in nazionale ― Austria under 21 | Cronologia completa delle presenze e delle reti in nazionale ― Austria under 21 | Cronologia completa delle presenze e delle reti in nazionale ― Austria under 21 |
| Data                                                                            | Città                                                                           | In casa                                                                         | Risultato                                                                       | Ospiti                                                                          | Competizione                                                                    | Reti                                                                            | Note                                                                            |
| ------------------------------------------------------------------------------- | ------------------------------------------------------------------------------- | ------------------------------------------------------------------------------- | ------------------------------------------------------------------------------- | ------------------------------------------------------------------------------- | ------------------------------------------------------------------------------- | ------------------------------------------------------------------------------- | ------------------------------------------------------------------------------- |
| 24-3-2016                                                                       | Bad Erlach                                                                      | Austria under 21                                                                | 0 – 1                                                                           | Ucraina under 21                                                                | Amichevole                                                                      | -1                                                                              | 46’                                                                             |
| Totale                                                                          |                                                                                 | Presenze                                                                        | 1                                                                               |                                                                                 | Reti                                                                            | -1                                                                              |                                                                                 |

| Cronologia completa delle presenze e delle reti in nazionale ― Austria under 19 | Cronologia completa delle presenze e delle reti in nazionale ― Austria under 19 | Cronologia completa delle presenze e delle reti in nazionale ― Austria under 19 | Cronologia completa delle presenze e delle reti in nazionale ― Austria under 19 | Cronologia completa delle presenze e delle reti in nazionale ― Austria under 19 | Cronologia completa delle presenze e delle reti in nazionale ― Austria under 19 | Cronologia completa delle presenze e delle reti in nazionale ― Austria under 19 | Cronologia completa delle presenze e delle reti in nazionale ― Austria under 19 |
| Data                                                                            | Città                                                                           | In casa                                                                         | Risultato                                                                       | Ospiti                                                                          | Competizione                                                                    | Reti                                                                            | Note                                                                            |
| ------------------------------------------------------------------------------- | ------------------------------------------------------------------------------- | ------------------------------------------------------------------------------- | ------------------------------------------------------------------------------- | ------------------------------------------------------------------------------- | ------------------------------------------------------------------------------- | ------------------------------------------------------------------------------- | ------------------------------------------------------------------------------- |
| 11-9-2013                                                                       | Vienna                                                                          | Austria under 19                                                                | 2 – 1                                                                           | Irlanda del Nord under 19                                                       | Amichevole                                                                      | -1                                                                              | 46’                                                                             |
| 16-10-2013                                                                      | Draßburg                                                                        | Austria under 19                                                                | 3 – 0                                                                           | Grecia under 19                                                                 | Amichevole                                                                      | -                                                                               | 81’                                                                             |
| 13-11-2013                                                                      | Pećinci                                                                         | Austria under 19                                                                | 6 – 0                                                                           | Finlandia under 19                                                              | Qual. Europeo Under-19 2014                                                     | -                                                                               |                                                                                 |
| 15-11-2013                                                                      | Jakovo                                                                          | Kazakistan under 19                                                             | 1 – 3                                                                           | Austria under 19                                                                | Qual. Europeo Under-19 2014                                                     | -1                                                                              |                                                                                 |
| 18-11-2013                                                                      | Novi Sad                                                                        | Austria under 19                                                                | 0 – 1                                                                           | Serbia under 19                                                                 | Qual. Europeo Under-19 2014                                                     | -1                                                                              |                                                                                 |
| 4-3-2014                                                                        | Tubize                                                                          | Belgio under 19                                                                 | 3 – 1                                                                           | Austria under 19                                                                | Amichevole                                                                      | -3                                                                              |                                                                                 |
| 5-6-2014                                                                        | Mogoșoaia                                                                       | Austria under 19                                                                | 5 – 0                                                                           | Romania under 19                                                                | Qual. Europeo Under-19 2014                                                     | -                                                                               |                                                                                 |
| 7-6-2014                                                                        | Buftea                                                                          | Norvegia under 19                                                               | 1 – 3                                                                           | Austria under 19                                                                | Qual. Europeo Under-19 2014                                                     | -1                                                                              |                                                                                 |
| 10-6-2014                                                                       | Buftea                                                                          | Austria under 19                                                                | 0 – 0                                                                           | Russia under 19                                                                 | Qual. Europeo Under-19 2014                                                     | -                                                                               |                                                                                 |
| 19-7-2014                                                                       | Budapest                                                                        | Ungheria under 19                                                               | 1 – 3                                                                           | Austria under 19                                                                | Europeo Under-19 2014 - 1º turno                                                | -1                                                                              |                                                                                 |
| 22-7-2014                                                                       | Budapest                                                                        | Austria under 19                                                                | 3 – 0                                                                           | Israele under 19                                                                | Europeo Under-19 2014 - 1º turno                                                | -                                                                               |                                                                                 |
| 25-7-2014                                                                       | Budapest                                                                        | Austria under 19                                                                | 1 – 2                                                                           | Portogallo under 19                                                             | Europeo Under-19 2014 - 1º turno                                                | -2                                                                              |                                                                                 |
| 28-7-2014                                                                       | Budapest                                                                        | Germania under 19                                                               | 4 – 0                                                                           | Austria under 19                                                                | Europeo Under-19 2014 - Semifinale                                              | -4                                                                              |                                                                                 |
| Totale                                                                          |                                                                                 | Presenze                                                                        | 13                                                                              |                                                                                 | Reti                                                                            | -14                                                                             |                                                                                 |

## Palmarès

### Club

#### Competizioni nazionali
- Coppa di Croazia: 1

Hajduk Spalato: 2022-2023